# Chondracanthus yanezi
Chondracanthus yanezi is een eenoogkreeftjessoort uit de familie van de Chondracanthidae. De wetenschappelijke naam van de soort is voor het eerst geldig gepubliceerd in 1980 door Atria.